# Kelly Garni
Kelly Garni (Los Angeles, 29 ottobre 1957) è un bassista statunitense, noto nell'ambiente dell'hard rock, famoso per aver fondato i Quiet Riot nel 1975 assieme a Randy Rhoads.
La famiglia di Garni si spostò a Burbank, Los Angeles, California nei primi anni settanta, dove incontrò Rhoads. Suonò il basso nella band per 3 anni, poi sostituito da Rudy Sarzo, e appare nel debutto dei Quiet Riot, l'omonimo Quiet Riot (1978), e nella raccolta The Randy Rhoads Years (1993). In alcuni casi è erroneamente accreditato come Kelli (o Kellie) Garni.
Attualmente vive a Boulder City, dove ha aperto uno studio fotografico.

## Discografia
- Quiet Riot (1978)
- Quiet Riot II (1978)
- The Randy Rhoads Years (1993)